# Anax (gênero)
Anax é um gênero de libélulas.

## Espécies
- Anax amazili (Burmeister, 1839)
- Anax bangweuluensis Kimmins, 1955
- Anax chloromelas Ris, 1911
- Anax concolor Brauer, 1865
- Anax congoliath Fraser, 1953
- Anax ephippiger (Burmeister, 1839)
- Anax fumosus Hagen, 1867
- Anax georgius Selys, 1872
- Anax gibbosulus Rambur, 1842
- Anax guttatus (Burmeister, 1839)
- Anax immaculifrons Rambur, 1842
- Anax imperator Leach, 1815
- Anax indicus Lieftinck, 1942
- Anax junius (Drury, 1773)
- Anax longipes Hagen, 1861
- Anax maclachlani  Förster, 1898
- Anax mandrakae Gauthier, 1988
- Anax nigrofasciatus Oguma, 1915
- Anax panybeus Hagen, 1867
- Anax parthenope (Selys, 1839)
- Anax piraticus Kennedy, 1934
- Anax pugnax Lieftinck, 1942
- Anax selysi Förster, 1900
- Anax speratus Hagen, 1867
- Anax strenuus Hagen, 1867
- Anax tristis Hagen, 1867
- Anax tumorifer McLachlan, 1885
- Anax walsinghami McLachlan, 1882